# Cemitério Judaico de Mannheim

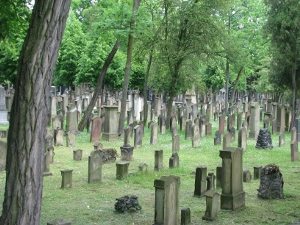
Parte antiga do cemitério

O Cemitério Judaico de Mannheim foi estabelecido em 1842 pela comunidade judaica de Mannheim, ao lado e simultaneamente ao Hauptfriedhof Mannheim. É o maior cemitério judaico em Baden-Württemberg.